# Reinhard Höpfl
Reinhard Höpfl (* 21. Januar 1947 in Cham, Oberpfalz) ist ein deutscher Physiker.

## Werdegang
Höpfl studierte von 1971 bis 1976 Physik an der Universität Regensburg. Ab 1976 bereitete er an der Universität Bayreuth seine Promotion vor, die er 1981 vorlegte. Im Anschluss war er für die KWU in Erlangen tätig. Von 1982 bis 1984 war er Wissenschaftlicher Mitarbeiter an der Technischen Universität München, ab 1985 Wissenschaftlicher Rat am Institut für Angewandte Geodäsie in Frankfurt am Main. 1988 kam er als Professor im Fachbereich Elektrotechnik an die Fachhochschule Regensburg und war dort in den Jahren 1995/96 Leiter des Anwendungszentrums Regensburg.
1996, nur zwei Jahre nach der Gründung der Fachhochschule Deggendorf, wurde er als deren Präsident eingesetzt.
Damals gab es gerade einmal 286 Studenten in acht Studiengängen. Daraus hat Höpfl bis zu seiner Verabschiedung eine Hochschule mit rund 4.600 Studenten in 17 Bachelor- und 17 Masterstudiengängen gemacht. Im Sommersemester 2012 folgte ihm nach 16 Jahren in dieser Position Peter Sperber nach.
Seit dem 1. Januar 2009 ist er Präsident des VDI-Landesverbandes Bayern.

## Ehrungen
- 2000: Goldener Ehrenring der Stadt Deggendorf
- 2011: Verdienstkreuz am Bande der Bundesrepublik Deutschland
- 2011: Ehrenbürger der Stadt Deggendorf[1]
- 2012: Ehrenring des Landkreises Deggendorf[2]
- 22. Juli 2019: Bayerischer Verdienstorden[3]